# تساراواری
تساراواری (به لاتین: Tsaravary) یک منطقهٔ مسکونی در ماداگاسکار است که در مننجری واقع شده‌است. تساراواری ۲۷٬۰۰۰ نفر جمعیت دارد و ۱۱ متر بالاتر از سطح دریا واقع شده‌است.